# Brusselator

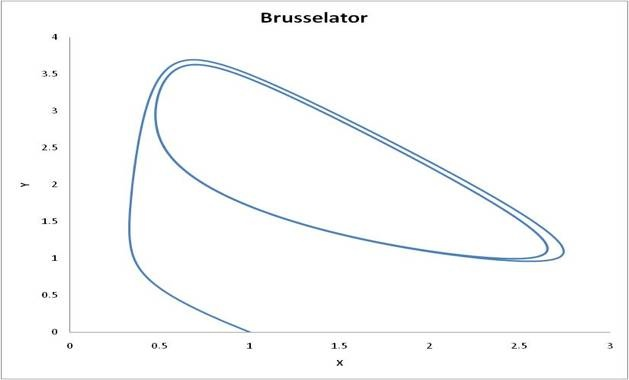
El Brusselator en el régimen inestable de parámetros A=1, B=2.5; X(0)=1, Y(0)=0. El sistema se aproxima a un ciclo límite. Para B<1+A el sistema es estable y se aproxima a un punto fijo.

El Brusselator es un modelo teórico para un tipo de reacción autocatalítica.
El modelo Brusselator fue propuesto por Ilya Prigogine y sus colaboradores de la Universidad Libre de Bruselas.
Es un acrónimo en inglés de Brussels (‘Bruselas’) y oscillator (‘oscilador’).
Se caracteriza por las reacciones
{\displaystyle A\rightarrow X}
{\displaystyle 2X+Y\rightarrow 3X}
{\displaystyle B+X\rightarrow Y+D}
{\displaystyle X\rightarrow E}
dadas por las ecuaciones diferenciales
{\displaystyle {d \over dt}\left\{X\right\}=A+\left\{X\right\}^{2}\left\{Y\right\}-B\left\{X\right\}-\left\{X\right\}\,}
{\displaystyle {d \over dt}\left\{Y\right\}=B\left\{X\right\}-\left\{X\right\}^{2}\left\{Y\right\}\,}
donde, por conveniencia, las constantes se han tomado como 1.
El Brusselator tiene un punto fijo en
{\displaystyle \left\{X\right\}=A\,}
{\displaystyle \left\{Y\right\}={B \over A}\,}.
El punto fijo se vuelve inestable cuando
{\displaystyle B>1+A^{2}\,}
dando como resultado una oscilación del sistema. A diferencia de las ecuaciones de Lotka-Volterra, las oscilaciones del Brusselator no dependen de la cantidad de reactante presente inicialmente. En su lugar, al cabo de suficiente tiempo, las oscilaciones se aproximan a un ciclo límite.
El ejemplo más conocido es la reacción del reloj químico, la reacción de Beloúsov-Zhabotinski (reacción BZ). Puede prepararse con una mezcla de bromato de potasio {\displaystyle KBrO_{3}}, ácido malónico {\displaystyle CH_{2}(COOH)_{2}} y sulfato de manganeso {\displaystyle MnSO_{4}} preparados en una solución caliente de ácido sulfúrico {\displaystyle H_{2}SO_{4}}.